# Joseph Helffrich
Joseph Helffrich (Mannheim, 12 de janeiro de 1890 – Neckarau, 1971) foi um astrônomo alemão.
Na época, o observatório em Heidelberg era um centro de descoberta de asteroides sob a direção de Max Wolf, e durante seu tempo lá Helffrich descobriu vários asteroides.
O asteroide 2290 Helffrich foi assim nomeado em sua homenagem.
| 697 Galilea     | 14 de fevereiro de 1910 |
| 698 Ernestina   | 5 de março de 1910      |
| 699 Hela        | 5 de junho de 1910      |
| 700 Auravictrix | 5 de junho de 1910      |
| 701 Oriola      | 12 de julho de 1910     |
| 702 Alauda      | 16 de julho de 1910     |
| 706 Hirundo     | 9 de outubro de 1910    |
| 708 Raphaela    | 3 de fevereiro de 1911  |
| 709 Fringilla   | 3 de fevereiro de 1911  |
| 713 Luscinia    | 18 de abril de 1911     |
| 714 Ulula       | 18 de maio de 1911      |
| 2056 Nancy      | 15 de outubro de 1909   |
| 3861 Lorenz     | 30 de março de 1910     |